# Notoplana celeris
Notoplana celeris är en plattmaskart. Notoplana celeris ingår i släktet Notoplana och familjen Leptoplanidae. Inga underarter finns listade i Catalogue of Life.